# گراف هالیوود

## گراف هالیوود
گراف هالیوود، هنرپیشه‌ها را با رئوس نمایش داده و وقتی دو هنرپیشه نمایش داده شده توسط دو رأس، با هم در فیلمی همکار بوده باشند، آن دو رأس را به هم متصل می‌کند. این گراف، یک گراف ساده است، زیرا یالهایش بدون جهت بوده و شامل یالهای چندگانه و نیز شامل حلقه نمی‌باشد.
مطابق با پایگاه داده سینمایی اینترنتی، در ژانویه ۲۰۰۶، گراف هالیوود شامل ۶۳۷٬۰۹۹ رأس نمایش دهنده هنرپیشه‌هایی بوده که در ۳۳۹٬۸۹۶ فیلم ایفای نقش کرده بودند و بیش از ۲۰ میلیون یال داشته است.

## مسیرها در گراف هالیوود
در گراف هالیوود دو رأس a و b به هم متصل هستند، وقتی زنجیره‌ای از هنرپیشه‌ها،a و b را به هم وصل کند، به طوری که هر دو هنرپیشه مجاور در این زنجیره، در یک فیلم مشترک بازی کرده باشند. در گراف هالیوود، عدد بکون هنرپیشه c، به صورت طول کوتاهترین مسیر متصل کننده c و هنرپیشه مشهور، کوین بکون تعریف می‌شود.
وقتی فیلمهای جدیدی شامل فیلمهایی با حضور کوین بکون ساخته می‌شود، عدد بکون هنرپیشه‌ها ممکن است تغییر کند. در جدول زیر تعداد هنرپیشه‌ها با هر عدد بکون در اوایل ۲۰۰۶, با استفاده از داده‌هایی از وب سایت Oracle of Bacon آورده شده است.

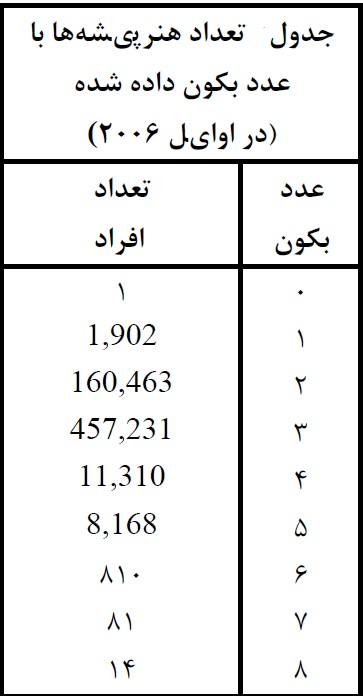
جدول هنرپیشه‌ها